# Winchester (Connecticut)
Pour les articles homonymes, voir Winchester.
Winchester est une ville située dans le comté de Litchfield, dans l'État du Connecticut (États-Unis). Selon le recensement de 2010, Winchester avait une population totale de 11 242 habitants.

## Géographie
Selon le Bureau du recensement des États-Unis, la superficie de la ville est de 33,82 milles carrés (87,59 km2), dont 32,51 milles carrés (84,2 km2) de terres et 1,31 milles carrés (3,39 km2) de plans d'eau (soit 4,61 %).

## Histoire
Winchester devient une municipalité en 1771. Elle doit son nom à la ville anglaise de Winchester dans le Hampshire.

## Démographie
D'après le recensement de 2000, il y avait 10 664 habitants, 4 371 ménages, et 2 849 familles dans la ville. La densité de population était de 127,6 hab/km2. Il y avait 4 922 maisons avec une densité de 58,9 maisons/km2. La décomposition ethnique de la population était : 94,44 % blancs ; 1,24 % noirs ; 0,23 % amérindiens ; 0,93 % asiatiques ; 0,01 % natifs des îles du Pacifique ; 1,69 % des autres races ; 1,46 % de deux ou plus races. 3,17 % de la population était hispanique ou Latino de n'importe quelle race.
Il y avait 4 371 ménages, dont 28,3 % avaient des enfants de moins de 18 ans, 50,3 % étaient des couples mariés, 10,2 % avaient une femme qui était parent isolé, et 34,8 % étaient des ménages non-familiaux. 28,0 % des ménages étaient constitués de personnes seules et 11,9 % de personnes seules de 65 ans ou plus. Le ménage moyen comportait 2,42 personnes et la famille moyenne avait 2,97 personnes.
Dans la ville la pyramide des âges était 23,3 % en dessous de 18 ans, 7,1 % de 18 à 24 ans, 29,4 % de 25 à 44 ans, 25,0 % de 45 à 64 ans, et 15,2 % qui avaient 65 ans ou plus. L'âge médian était 40 ans. Pour 100 femmes, il y avait 94,0 hommes. Pour 100 femmes de 18 ans ou plus, il y avait 90,5 hommes.
Le revenu médian par ménage de la ville était 46 671 dollars US, et le revenu médian par famille était $57 866. Les hommes avaient un revenu médian de $41 076 contre $28 058 pour les femmes. Le revenu par habitant de la ville était $22 589. 6,7 % des habitants et 4,3 % des familles vivaient sous le seuil de pauvreté. 9,9 % des personnes de moins de 18 ans et 7,4 % des personnes de plus de 65 ans vivaient sous le seuil de pauvreté.
| 1820  | 1850  | 1860  | 1870  | 1880  | 1890  |
| ----- | ----- | ----- | ----- | ----- | ----- |
| 1 601 | 2 179 | 3 513 | 4 096 | 5 142 | 6 183 |

| 1900  | 1910  | 1920  | 1930  | 1940  | 1950   |
| ----- | ----- | ----- | ----- | ----- | ------ |
| 7 763 | 8 679 | 9 019 | 8 674 | 8 482 | 10 535 |

| 1960   | 1970   | 1980   | 1990   | 2000   | 2010   |
| ------ | ------ | ------ | ------ | ------ | ------ |
| 10 496 | 11 106 | 10 841 | 11 524 | 10 664 | 11 242 |